# Krisztián Rabb
Krisztián Rabb (Budapeste, 10 de novembro de 2001) é um esgrimista tcheco.

## Carreira
Nas Olimpíadas da Juventude de 2018, conquistou a medalha de ouro individualmente e em equipe mista (com Liza Pusztai). Ele também foi medalhista de ouro por equipe no Campeonato Europeu de Cadetes de 2018. No Campeonato Europeu Júnior de 2020, ganhou uma medalha de ouro por equipe e uma medalha de bronze individual. Ele ganhou a medalha de ouro por equipe no Campeonato Europeu de 2024 em Basileia.
Nos Jogos Olímpicos de Verão de 2024, em Paris, conquistou a medalha de prata na disputa de sabre por equipes ao lado de Csanád Gémesi, András Szatmári e Áron Szilágyi.